# Bombylius olivierii
Bombylius olivierii är en tvåvingeart som beskrevs av Macquart 1840. Bombylius olivierii ingår i släktet Bombylius och familjen svävflugor.
Artens utbredningsområde är Irak. Inga underarter finns listade i Catalogue of Life.